# Rhabdocoela
Rhabdocoela é uma ordem de vermes achatados do filo Platyhelminthes, classe Turbellaria.